# Мірошниченко Любов Антонівна
Любов Антонівна Мірошниченко (12 квітня 1926 — ?) — українська радянська діячка, новатор виробництва, машиніст-оператор Нікопольського Південнотрубного заводу Дніпропетровської області. Депутат Верховної Ради УРСР 5-го скликання.

## Біографія
З 1950-х років — машиніст-оператор Нікопольського Південнотрубного заводу Дніпропетровської області.
Потім — на пенсії у місті Нікополі Дніпропетровської області.

## Нагороди
- ордени
- медалі
- почесна Грамота Президії Верховної Ради УРСР (7.03.1960)